# Bloc des gauches

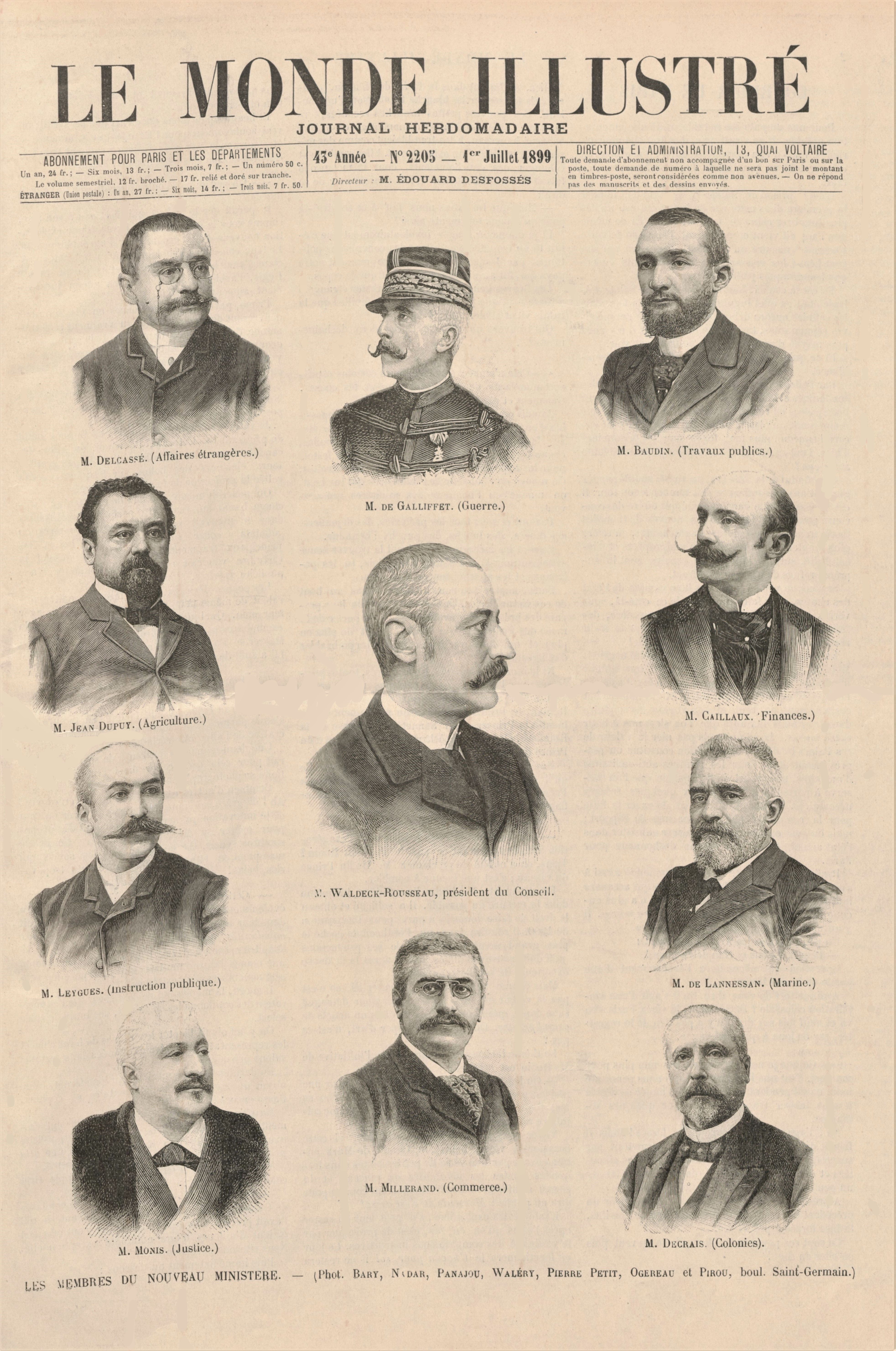
Kabinett Pierre Waldeck-Rousseau

Der Bloc des gauches (Linksblock), auch Republikanischer Block genannt, war eine Koalition linker politischer Kräfte, die 1899 im Hinblick auf die französischen Parlamentswahlen von 1902 gegründet wurde, nachdem sich die Parteien der Linken und der Rechten nach der Dreyfus-Affäre neu formiert hatten.

## Geschichte

### Anfänge
Die Bildung der Regierung Waldeck-Rousseau fiel in eine Krisensituation, die von den Nationalisten beherrscht wurde: das Attentat des Barons Christiani auf den Staatspräsidenten Émile Loubet auf der Pferderennbahn von Auteuil am 4. Juni 1899, der triumphale Freispruch von Paul Déroulède vor dem Schwurgericht nach seinem Putschversuch und die Ehrung des Commandant Marchand, des Helden von Faschoda. Dieser Gefahr sollte die Bildung einer Regierung der Republikanischen Verteidigung entgegenwirken. Die Regierung wurde von den Républicains modérés, der Alliance démocratique, den Radicaux indépendants, der Radikalen Partei, den Socialistes indépendants und der Parti socialiste français getragen. Diese Regierung, die nur über eine Mehrheit von 25 Stimmen verfügte, vereinte drei radikale Minister, den Sozialisten Alexandre Millerand, mehrere republikanische Dreyfusards und mit General Gallifet einen Rallié, dessen Autorität über die Armee von entscheidender Bedeutung war, obwohl er von einem Teil der Linken wegen seiner Beteiligung an der Niederschlagung der Kommune 1871 gehasst wurde.
Daneben stellte die Freimaurerei, die sehr stark in das politische und soziale Leben des Landes eingebunden war,  ein Reservoir an Mitgliedern, Sympathisanten und Wählern für die großen Parteien dar, die sich im Linksblock organisierten. Wie der Historiker Michel Winock betont, spielte die Freimaurerei eine unbestreitbare Rolle im Vereinigungs- und Organisationsprozess der Radikalen Partei. Seinem Kollegen Patrice Morlat zufolge waren im Kabinett Combes nur zwei Personen vertreten, die keine Freimaurer waren (Kriegsminister Louis André und der Sous-secrétaires d’État Alexandre Bérard).

### Bloc des gauches
Die Parlamentswahlen von 1902 fanden vor dem Hintergrund der durch das Vereinsgesetz von 1901 ausgelösten religiösen Kämpfe statt. Die Wahlen mobilisierten die Wähler und führten zu einer Rekordbeteiligung, die in vielen Wahlkreisen über 90 % lag. Die Parteien, die Waldeck-Rousseaus Regierung gestützt hatten, wurden nun als Linksblock bezeichnet. Der Historiker Julien Bouchet analysiert:

« Die Union, die sich um ein Programm herum organisierte, dessen ideologische Grundlagen eher radikal als sozialistisch waren, ermöglichte es, die Spaltung der Linken in Bezug auf den Klassenkampf und den Zeitplan der sozialen Reformen zu überwinden, indem sie in gewisser Weise die Erwartungen der gemäßigteren Arbeiterbewegung kristallisierte, indem sie einen emanzipatorischen Kampf gegen den Klerikalismus weiterführte. »

Der Sieg der Linken war zum Teil darauf zurückzuführen, dass die radikale Partei, die Alliance démocratique von Pierre Waldeck-Rousseau und die von Jean Jaurès geführte Parti socialiste français im zweiten Wahlgang ihre Stimmen geschickt abgaben. Der Linksblock erhielt zwar nur 200.000 Stimmen mehr als die Rechte, aber dieser Sieg war viel deutlicher als 1898, als sich der Stimmenzuwachs nicht in der Anzahl der Sitze niederschlug.

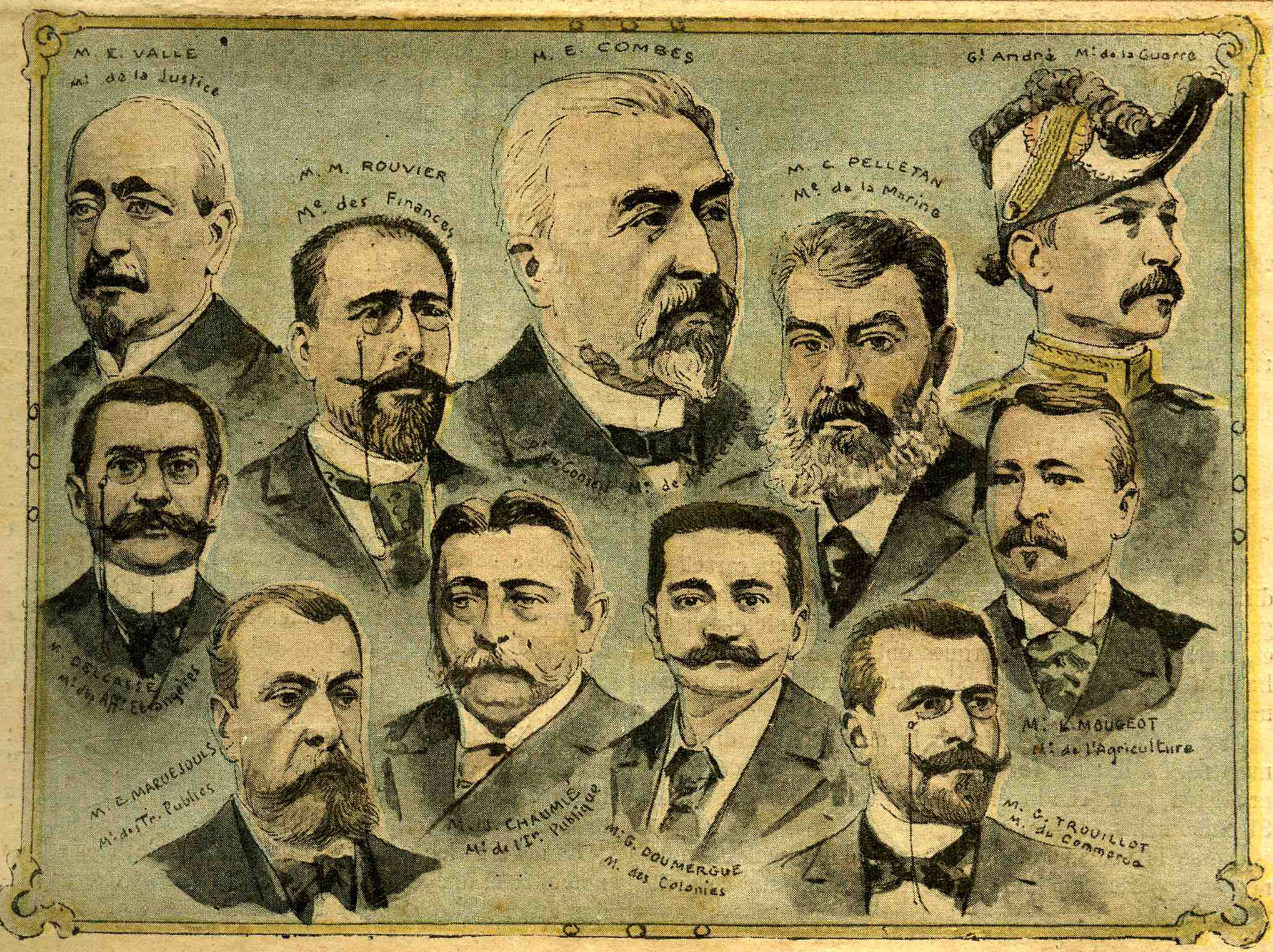
Kabinett Émile Combes

Mit der von Ferdinand Sarrien geleiteten Verbindung konnte damit eine parteien- und fraktionsübergreifende Organisation die Regierung stützen. Dazu kam noch die Unterstützung von Guesdes Parti socialiste de France, die aber nicht in die Regierung eintrat. Oppositionell waren neben der Rechten auch die mélinistischen Republikaner, die sich später zur Fédération républicaine zusammenschlossen. 1904 – inzwischen war die Regierung Combes an der Macht – war der Linksblock auch bei den Kommunalwahlen erfolgreich.

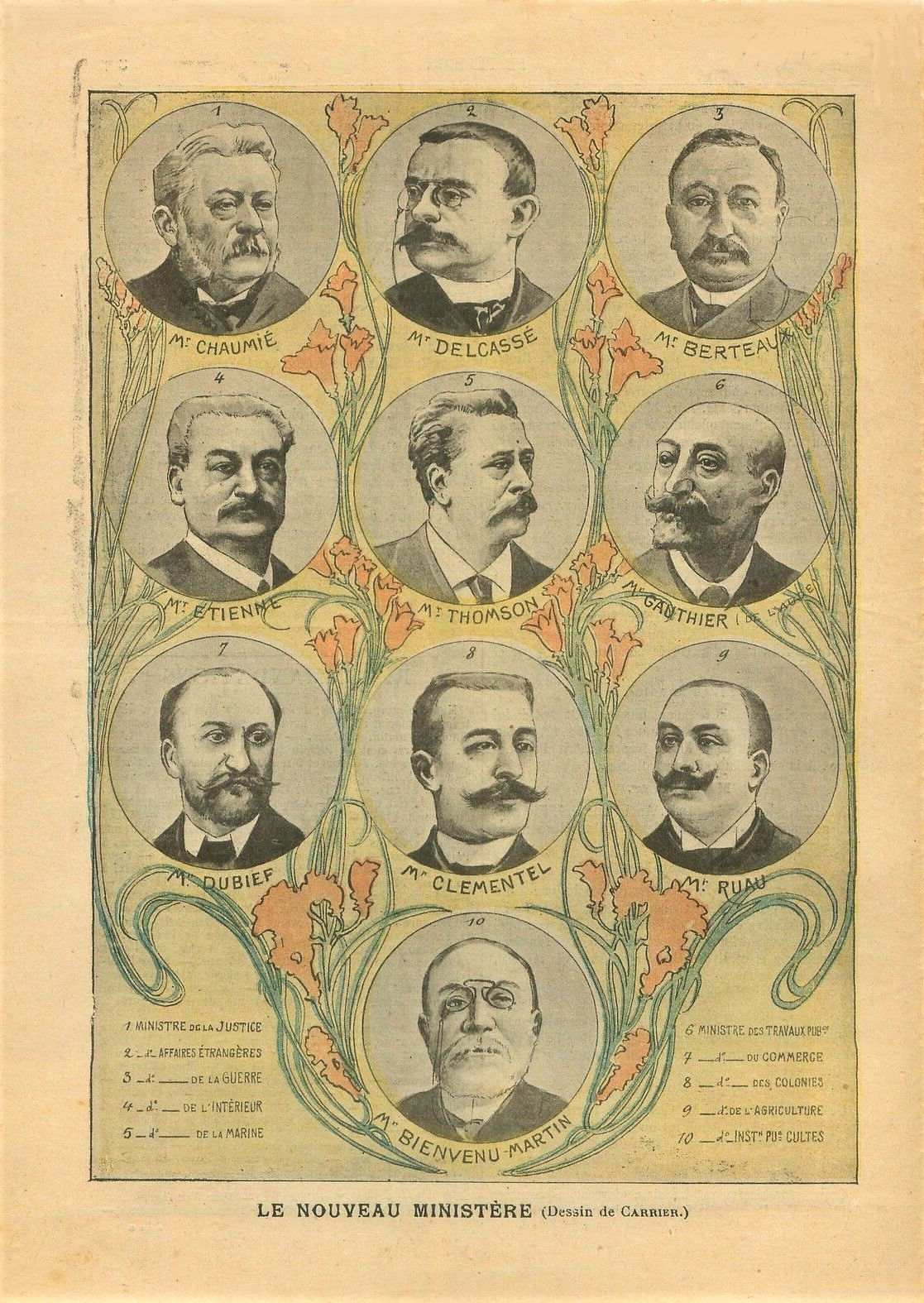
Kabinett Maurice Rouvier II

Ab 1904 zeigte der Bloc des gauches dann erste Zerfallserscheinungen; insbesondere waren die Sozialisten nicht mehr mit der Sozialpolitik der Regierung einverstanden. Die Fichenaffäre führte 1905 zum Sturz von Combes’ Kabinett. Die von Maurice Rouvier geführten Nachfolgeregierungen Rouvier II und III wurden zwar von den Parteien des Linksblocks unterstützt, ohne dass dieser noch als straff geführte Koalition aufgetreten wäre. Die Vereinigung der Sozialisten in einer einzigen Partei, der Section française de l’Internationale ouvrière erzwang den Bruch der alten Bündnisse, wobei sich die Sozialisten von der Regierungsmehrheit distanzierten, um eine stärker arbeiter- und volksverbundene Identität zu beanspruchen.
Die Sozialisten sorgten zwar für den notwendigen Zusammenhalt, um die letzten großen Gesetze zu verabschieden, aber die Differenzen, wie die Kritik Jaurès’ an Außenminister Théophile Delcassé und an der französischen Kolonialpolitik nach der Tanger-Krise, zersplitterten den Linksblock. Das schließlich am 9. Dezember 1905 verabschiedete Gesetz zur Trennung von Kirche und Staat krönte die antiklerikale Politik des Linksblocks, indem es eine Form des „Laizismus à la française“ definierte, markierte aber auch das Ende von mehr als sechs Jahren „Republik der Linken“. Die Parlamentswahlen von 1906 brachten der Linken allerdings auch ohne den formellen Zusammenschluss mit 411 von 585 Sitzen einen überwältigenden Erfolg ein. Die Möglichkeit eines Wiederauflebens des Linksblocks wurde bis zum Ersten Weltkrieg häufig diskutiert, jedoch ohne Erfolg.

## Historische Betrachtung
Laut der Historikerin Madeleine Rebérioux manifestierte sich in den einunddreißig Monaten der Machtausübung der Regierung Émile Combes ein „grundlegendes kulturelles Verhalten“, das den säkularen Charakter der französischen Republik des 20. Jahrhunderts definierte.
Ihr Kollege Vincent Duclert behauptet, dass die Défense républicaine und der ihr nachfolgende Linksblock wesentlich zur Stabilisierung und Verwurzelung der Republik beigetragen haben: „Diese Entwicklung entsprang einem politischen Lernen vor Ort, das durch die lokalen Sektionen der radikalen Partei und der verschiedenen Ligen, der Menschenrechte, des Unterrichts usw., ermöglicht wurde“. Er verweist darauf, dass die Regierung „die laizistische Frage ... zu einer positiven und geteilten Doktrin machte, die die Republik mit einem Ideal der Freiheit, insbesondere der Glaubens- und Gewissensfreiheit, identifizieren konnte“.